# Голям Тап
Голям Тап (на руски: Большой Тап) е река в Азиатската част на Русия, Западен Сибир, Ханти-Мансийски автономен окръг, Тюменска област, ляв приток на река Конда от басейна на Иртиш.
Дължината ѝ е 504 km, което ѝ отрежда 198-о място по дължина сред реките на Русия.
Река Голям води началото си от блатата разположени във възвишението Люлимвор (южната част на Северо-Сосвинските възвишения), на 121 m н.в., на 1 km южно от езерото Тапто, в югозападната част на Ханти-Мансийския автономен окръг, Тюменска област. По цялото си протежение реката тече на юг през силно заблатената и залесена западна част на Западносибирската равнина. Има голяма и широка заливна тераса, ниска, заблатена, с множество малки езера и покрита с гъста тайга, а руслото на Голям Тап е силно меандриращо, слабо врязано в релефа. Влива се отляво в река Конда (от басейна на Иртиш) при нейния 586 km, на 41 m н.в., в близост до бившето село Елушкина, Ханти-Мансийски автономен окръг.
Водосборният басейн на Голям Тап обхваща площ от 7750 km2, което представлява 10,65% от водосборния басейн на река Конда и обхваща части от Ханти-Мансийския автономен окръг.
Границите на водосборния басейн на реката са следните:
- на запад – водосборния басейн на река Мулимя, ляв приток на Конда.
- на изток – водосборните басейни на малки леви притоци на Об и река Юконда, ляв приток на Конда.

Река Голям Тап получава 15 притока с дължина над 20 km, като най-голям от тях е река Мурах (десен приток) 59 km.
Подхранването на Голям Тап е смесено, като преобладава снежното. Замръзва през октомври, а се размразява през май.
По течението на реката няма постоянни населени места, а само временни, във връзка с разработваните в басейна ѝ нефтени находища.